# نانسي بيترز
نانسي بيترز (بالإنجليزية: Nancy Peters)‏ هي محرِّرة أمريكية، ولدت في 3 أكتوبر 1936.